# Karnijske Alpe
Karnijske Alpe (italijansko Alpi Carniche, nemško Karnische Alpen) so gorstvo v Južnih apneniških Alpah na Vzhodnem Tirolskem in Koroškem ter Furlaniji-Julijski krajini (Videmska pokrajina). Karnijske Alpe, imenovane po nekdanji rimski provinci Karniji, se od vzhoda do zahoda razprostirajo v dolžini okoli 100 km in tvorijo naravno mejo med Avstrijo in Italijo. Gorstvo ločuje od severno ležečih Ziljskih Alp Ziljska dolina z reko Ziljo, od vzhodno in jugovzhodno ležečih Karavank in Julijskih Alp jih ločuje reka Ziljica z Belo v Kanalski dolini in Železni dolini (Canal del Ferro), na zahodu pa ga od Dolomitov ločuje zgornja dolina reke Piave. Južno od toka reke Tilment (italijansko Tagliamento) se gorovje preko Karnijskih Predalp počasi spušča v Furlansko nižino. Najvišji vrh Karnijskih Alp, Coglians (nemško Hohe Warte, 2780/82 m) je obenem tudi najvišji vrh italijanske dežele Furlanija - Julijska Krajina.  

## Zgodovina
Carnia je bila provinca Rimskega cesarstva, ime verjetno temelji na starejšem keltskem imenu. Karantanija je bila poseljena v karolinškem obdobju tako z Bavarci kot s Slovani (Slovenci).
V času prve svetovne vojne so potekali boji med Italijo in Avstrijo prav po Karnijskih Alpah. Sledi gorskega vojskovanja so vidne še danes. Kötschach-Mauthen je večkrat nagrajen muzej na prostem, na oboju prelaza Plöcken (točneje v Kleinem Pal) je leta 1970 Walther Schaumann (1923-2004) izvedel projekt poti miru.

## Geologija
Gorstvo je dalo svoje ime geološkemu obdobju, poznanemu kot karnij - obdobje zgornjega triasa.
Za geologijo so edinstveni v svetu masivni, 1300 m debeli koralni grebeni, ki segajo od dna dolin do skrajnih višin okoli jezera Wolayer. Paleozojski apnenčasti masivi so nastali pred več kot 400 milijoni let (karbon, devon in silur) in so po nastanku iz ekvatorialnih območij, ki so značilni za severne obale Afrike nastale v plitvem in toplem morju v devonu. Geološke pohodne poti imenovane Geo-Trail prikazujejo kamnine bogate s fosili in so med najdaljšimi v Evropi. Na severnem robu pogorja, v dolini Zilje, teče periadriatska prelomna cona, geološka meja med celinskimi ploščami Afrike in Evrope in teče iz Ticina preko Dolomitov do Karavank.
Karnijske Alpe spadajo med 100 najpomembnejših geoloških regij svetu. Nikjer v Evropi ni območij, kjer bi bilo v geološki zgodovini odprto morje, celinske plošče in koralni grebeni paleozoika tako blizu skupaj, da jih lahko opazujemo v neposredni bližini krajev (Rauchkofel-Hohe-Warte-Kellerwand-Cellon). Ohranitev fosilov je izjemna kljub večkratnemu prekrivanju gora. Geologi prihajajo iz vsega sveta opazovat ta pojav na terenu.

## Delitev
Na splošno se Karnijske Alpe delijo na dve podskupini: osrednje gorstvo severno od zgornje doline reke Tilment (vzhodni in zahodni del ter južne Karnijske Alpe) in Karnijske Predalpe južno od zgornje doline reke Tilment (južni in severni del). Mejni greben med Avstrijo in Italijo je dolg okoli 100 km. Greben se začne na zahodu z značilno goro Helm (2433 m), v smučarskem središču Sexten dosežejo Pfannspitze (2678 m), Großer Kinigat (2689 m) in Monte Peralba / Hochweißstein, 2694 m) skoraj 2700 metrov, s Cogliansom / Hohe Warte kot najvišjim vrhom (2780/82 m) in južnim vrhom Cima dei Preti (2703 m) pa to višino tudi presežejo. Preko grebena potekata dva pomembna prelaza Plöcken in Mokrine/Nassfeld.
V Karnijskih Alpah na avstrijski strani je tudi najjužnejše ležeč ledenik Eiskar.

## Pomembni vrhovi
Pomembnejši vrhovi Karnijskih Alp so:
- v zahodnem delu osrednjega gorstva:
  - (Monte) Coglians (nemško Hohe Warte, 2782 m),
  - Kellerwand (2775 m),
  - Peralba (Hochweißstein, lokalno Jochkouvl, 2691 m),
  - Zuc dal Bor (2195 m), Monte Sernio (2180 m) in Creta Grauzaria (2065 m)
- v vzhodnem delu osrednjega gorstva:
  - Konjski Špik (it. Monte Cavallo di Pontebba, nem. Rosskofel, 2251 m), Veliki Koritnik (Trogkofel ali Creta di Aip, 2279 m)
- v vzhodnem delu so:
  - Ojstrnik (2050 m), Lepi Vršič (1911 m), Kok (1.941 m) in Poludnik (1999 m);
- v južnih Karnijskih Alpah:
  - Monte Brentoni (2548 m);
- v Karnijskih predalpah:
  - Cima dei Preti (2703 m),
  - Monte Cridola (2581 m)
- in čisto na jugu tik nad Padsko nižino Monte Cavallo

Osrednji kraj na območju Karnijskih Alp, ki je tudi središče Karnijske medobčinske zveze dežele Furlanija-Julijska krajina, je Tolmeč. Na obrobju Karnijskih Alp se nahajajo še Belluno, Humin, Maniago, Šmohor in Trbiž.
Glavni prelazi so:
- cestni prelaz Plöcken / Passo di Monte Croce Carnico (med Tolmečem in Kötschach-Mauthen, 1360 m),
- cestni prelaz Mokrine / Nassfeldpass med Tabljo in Šmohorjem, 1552 m),
- gorski prelaz Oefnerjoch / Forni Avoltri - Lesna dolina/Lesachtal, 2301 m,
- gorski prelaz Wolayer Pass / Forni Avoltri - Kötschach-Mauthen, 1922 m.

## Planinske koče
Od zahoda proti vzhodu:
- Hahnspielhütte (Rifugio Gallo Cedrone), višina 2200 m v IT
- Sillianer Hütte, višina 2380 m v A
- Obstansersee-Hütte, višina 2304 m v A
- Filmoor-Standschützenhütte, višina 2350 m v A
- Rifugio Monte Cavallino, višina 1849 m v IT
- Porzehütte, višina 1930 m v A
- Mitterkar-Biwak, višina 1973 m v A
- Armando-Piva-Biwak, višina 2450 m v IT
- Hochweißsteinhaus, višina 1867 m v A
- Letterspitz-Biwak, višina 2080 m v A
- Rifugio Pier Fortunato Calvi, višina 2167 m v IT
- Rifugio Monte Ferro, višina 1563 m v IT
- Wolayerseehütte früher Eduard-Pichl-Hütte, višina 1967 m v A
- Rifugio Lambertenghi e Romanin, višina 1951 m v IT
- Rifugio Giovanni e Olinto Marinelli, višina 2120 m v IT
- Eiskarhüttl (Weltkriegskaverne), višina 2100 m v A
- Zollnerseehütte prej Dr.-Steinwender-Hütte, višina 1720 m v A
- Rudnigalm, višina 1621 m v A
- Bivacco Ernesto Lomasti, višina 1920 m v IT
- Treßdorfer Alm, višina 1585 m v A
- Naßfeldhaus, višina 1513 m v A
- Rifugio Fratelli Nordio, višina 1210 m v IT
- Feistritzer Alm, višina 1718 m v A
- Achomitzer Alm, tudi Schönwipfel-Schutzhaus, višina 1718 m v A

### Slovensko - italijansko - nemški toponimi v Karnijskih Alpah
Lokalne slovenske toponime sta zapisovala dr. Viktor Vovk v Planinskih vestnikih (od 1961 do 1968) in Janez Turk (Slovenska krajevna imena v Karnijskih Alpah) , od katerih se navajajo le najbolj pogosti:

Tabeljski potok (tudi Pontabeljski potok) – Torrente Pontebbana (it.)
potok, ki se pri Tablji izliva v Belo, je bil do leta 1918 mejni potok med kraljevino Italijo in Avstro-Ogrsko monarhijo.
Studena – Rio Studena (it.):Jugozahodni (desni) pritok Tabeljskega potoka.
Dolenja Studena – Studena bassa (it.):vas v dolini Tabeljskega potoka.
Gorenja Studena – Studena alta (it.):vas ob potoku Studena, nad dolino Tabeljskega potoka.
Slémenca – Slenza (it.):1685 m visoka gora nad Gorenjo Studeno; na njenem pobočju tudi istoimenska planina (Casera Slenza).
Čez Kladje – Sella di Cereschiàtis (it., furl.), Aupa Sattel (nem.):1066 m visok prelaz (preval) med dolino potoka Studena in dolino Avpo.
Mokrine – Passo di Pramollo (it.), Nassfeld (nem.):Cestni prelaz med Kanalsko in Ziljsko dolino povezuje Tabljo s Šmohorjem.
Gumišče (tudi Gumnišče) – Gamiscen (it.):Senožet nad Tabljo, zahodno od ceste, ki vodi na Mokrine.
Bombaš – Rio Bombaso (it.), Bombaschgraben (nem.):Potok Bombaš, ki priteče izpod Mokrin; pred Tabljo se izlije v Tabeljski potok.
Mali vrh – Monte Malvueric (it.), Malurch (nem.): 1899 m visoka gora južno od prelaza Mokrine.
Stan v Podne – Stampoden (it.): Gozdnat svet na severni strani Malega vrha.
Dolnji Mali vrh – Casera Malvueric bassa (it.): Planina na južnih pobočjih Malega vrha; na zemljevidu Tabacco označena le kota 1530 m in simbol za stajo.
Gornji Mali vrh – Planina na vzhodnih pobočjih gore Mali vrh; na zemljevidu Tabacco označena le kota 1600 m  in simbol za stajo.
Jelenje brdo – Monte Cervo (it.) 1365 m visoka, deloma skalnata vzpetina v južnem masivu Malega vrha. 
Prihod (tudi Privod) – Rio Pricòt (it., furl.), Prihat (nem.) Hudourniški potok v južnih pobočjih Malega vrha.
Prihod (oziroma Pricòt) je tudi bližnja planina v istoimenski krnici (Conca di Pricòt – it., Hochkar Prihat – nem.); nad planino je kota 1410 m – Monte Pricòt  in kota 2252 m – Creta di Pricòt.
Prikotič – Pricotič (furl.) Planina zahodno od planine Prihod; Viktor Vovk domneva, da je planina dobila ime po nekdanjem lastniku. Prikotič je tudi potok, ki teče v bližini planine.
Konjski špik – Rosskofel  (nem.), Monte Cavallo di Pontebba (it.) 2239 m visoka gora zahodno od Mokrin.
Prídol – Sella della Pridola (it.) 1644 m visoko sedlo med Konjskim špikom in Malim vrhom.
Koritnica – Tröglbach, Trögelbach (nem.) Potok, ob katerem poteka prehod iz Ziljske doline na prelaz Mokrine.
Repa – Reppwand (nem.) Dolomitsko skalovje vzhodno nad dolino Koritnice.
Lónice – Passo del Casón di Lanza (it., furl.), Lanzenpass (nem.) Prelaz zahodno od Tablje, prehod v Paularo v Karniji (lonica = 'kopica, kup sena na senožeti').
Krniške skale – Gartnerkofel (nem.) 2195 m visoka gora severovzhodno od Mokrin; v celoti na avstrijskem ozemlju.
Veliki Koritnik – Creta di Aip (it., furl.), Trogkofel (nem.) Najvišja gora v vzhodnih Karnijskih Alpah, 2279 m; italijansko in nemško ime sta prevod slovenskega.
Straniški vrh – Monte Cordin (it.), Stranigerkopf (nem.) 1839 m visoka gora nad Lónicami; gora se imenuje po vasi Stranje (Stranig) v Ziljski dolini.
Guge – Gugel (nem.) 1691 m visok vrh v severnem grebenu Straniškega vrha.
Bajdeški vrh – Waidegger Horn. (nem.) 1962 m visoka gora nad Ziljsko dolino; imenuje se po vasi Bajdek (Waidegg) v Ziljski dolini.
Bajdeška planina – Waidegger Alm (nem.) Planina tik pod vrhom Bajdeškega vrha, 1745 m visoko.
Strmica – Sternitzer Alm (nem.) Planina v bližini Bajdeške planine
Visoki vrh – Hochwipfel (nem.) 2186 m visoka gora nad Lónicami; v celoti na avstrijski strani.
Plečeta – Creta di Lanza (it.), Schulter (nem.) 2057 m visoka mejna gora, z grebenom povezana z Visokim vrhom.
Stranjska planina – Straniger Alm (nem.) Planina na višini 1479 m, v lasti pašne skupnosti Stranje (Stranig).
Stranjski potok (tudi Stranica) – Stranigbach (nem.) Potok, ki izvira na močvirnati Stranjski planini.
Radnjaveška planina – Rattendorfer Alm (nem.) Planina na višini 1531 m med Velikim Koritnikom in Plečeti; v lasti vaščanov Radnje vasi (oziroma Ratna vas; Rattendorf).
Dáber – Doberbach (nem.) Potok, ki izvira na Radnjaveški planini med Dropoljami (Tröpolach) in Radnjo vasjo (Rattendorf), se izliva v Ziljo.
Vrh Radnjaveške planine – Sella di Val Dolce (it.), Rattendorfer Sattel (nem.) 1781 m visok mejni preval med Velikim Koritnikom in Plečeti.
Débrnica – Doberbach (nem.)  Potok, ki izvira pod Visokim vrhom, se v Ziljo izliva pri Debrnicah (Döbernitzen).
Krniška gora – Garnitzenberg (nem.), Monte Carnizza (it.) 1950 m visoka mejna gora vzhodno od Mokrin.
Guge (tudi Na Gugah) – Gugga (nem.) 1928 m visoka kota, severni predvrh Krniške gore.
Koren – Monte Corona (it.), Kronalpe (nem.) 1815 m visok mejni vrh.
Črni vrh – Schwarzwipfel (nem.) 1497 m visok vrh severno od Krniških skal, nad Vočičami (Watschig).
Vrh Krnice – Garnitzen Sattel (nem.), Sella Carnizza (it.) 1674 m visok gorski prehod v grebenu Krniške gore na meji med Avstrijo in Italijo.
V Pečeh – Casera Forno (it.) Planina pod sedlom Vrh Krnice na italijanski strani; višina planine je 1614 m. Forno je prevod besede 'peč' (za gretje), mišljena je 'peč' (skala).
Skovška vratca – Kühweger Törl (nem.) Gorsko sedlo med Krniškimi skalami in koto 1955 m (njeno nemško ime je Kammleiten); imenuje se po vasi Skovče (Kühweg) v Ziljski dolini.
Skovška planina – Kühweger Alm (nem.) Planina severno pod Skovškimi vratci; v lasti vaščanov Skovč.
Vočiška planina – Watschiger Alm (nem.) Planina južno pod Skovškimi vratci; v lasti pašne skupnosti Vočiče (Watschig).
Vrh Vočiške planine – Gartner Sattel (nem.) Sedlo med Krniškimi skalami in Krniško goro (1950 m).
Vočiška jezerca (tudi Jezerca v Podne) – Bodenseen (nem.) Jezerca na nadmorski višini okoli 1100 m nad vasjo Vočiče (Watschig).
Zelenica – Schlanitzen Alm (nem.) Planina na višini 1395 m; planina se nahaja na travnatem hrbtu zahodno od doline Koritnice.  Na zemljevidu Slovenske matice (1921) napačno označena kot Slaniška planina.
Zelenica – Weißandlbach (nem.) Potok v bližini istoimenske planine.
Rudnik – Rudnigbach  (nem.) Potok na severni strani Konjskega špika; Rudnik je tudi planina. 
Zeleniška grapa – Schlanitzengraben  (nem.) Sotočje potokov Zelenica in Rudnik.
Krnica – Garnitzenbach (tudi Garnitzengraben) (nem.) Potok vzhodno od Krniških skal.
Krnica – Garnitzen Alm (nem.) Planina na vzhodnih pobočjih Krniške gore na višini 1649 m. 
Javornik – Auernig (nem.), Monte Auernig (it.) 1863 m visoka mejna gora vzhodno nad Mokrinami.
Javornik – Malga Auernig (it.) Planina pod istoimenskim vrhom na višini 1609 m.
Modrinjska planina – Möderndorfer Alm (nem.) Planina na višini 1507 m v lasti pašne skupnosti Modrinja vas (Möderndorf).
Modričji vrh – Cima Madrize (it.), Madritschenkopf (nem.) 1842 m visoka travnata gora zahodno nad Mokrinami.
Modričje – Monte Madrizze (it.), Madritschen (nem.) Travnato sleme (1818 m) v bližini Modričjega vrha.
Koširjeva planina – Casera Cossier (it.) Planina pod sedlom Vrh Krnice na višini 1433 m; planina se imenuje po nekdanjem lastniku.
Kot – Winkel Alm (nem.) Planina na severni strani Konjskega špika tik pod Mokrinami (na višini 1470 m).
Kótnica – Rio del Winckel (it.), Winkelbach (nem.) Potok, ki izvira na severni strani Konjskega špika in teče skozi planino Kot.
Trate (Na Tratah) – Malga Tratte (it.), Tratten (nem.) Planina med sotočjem Bombaša in Kótnice na višini 1184 m.
Voglov graben – Vallone degli Uccelli (it.) Soteska, glej naslednji toponim.
Vogel (tudi Dobje) – Rio degli Uccelli (it.), Vogelbach (nem.) Potok, ki teče skozi sotesko Voglov graben; Nemci so ime ohranili, vendar z drugim pomenom (Vogel = 'ptič'), od tod novejše italijansko ime Rio degli Uccelli ('Ptičji potok').
Breznjak (tudi Breznik) – Monte Brizzia (it.) 1540 m visoka gora nad Tabljo.
Bruka ? – Monte Bruca (it.) Gora severno od Breznjaka, kota 1583 m; prvotno slovensko ime je neznano? Viktor Vovk piše Bruka, in poudarja, da je to ime zgolj popačenka.
Glava – Kopf, Skalzerkopf (nem.) 1498 m visoka kota med Breznjakom in Bruko; na planinski karti Tabacco je vrh označen zgolj z višino, brez imena.
Sedóvca – lis Sedóncis (furl.), lis sedónchis (it.) Zelenica, travnata rama na zahodni strani Breznjaka, višina približno 1240 m.
Staje na Skalcah – Stavoli Scalzer (it.) Planina na Sedóvci; pod planino je kraj Skalce.
Čofnigova planina – Ciofnik (it.) Planina na južnem pobočju Breznjaka.
Zavrh – Obsežen svet (nekdaj travnat) pod vrhom Breznjaka, obsega tudi Čofnigovo planino; na italijanski karti (Tabacco) toponim ni označen.
Šinavc – Monte Scinauz (it.) 1999 m visoka gora nad Kanalsko dolino, Schinauz na nemški karti iz leta 1890; na zemljevidu Slovenske matice (1921) je gora zapisana z imenom Žinovec.
Gozdec – Monte Ghisniz (it.) 1927 m visoki vrh v masivu Šinavca.
Turen – Monte Torre: Izrazit skalnat stolp zahodno od Šinavca, višina 1742 m. 
Veliko Klobišče – Monte Pin (it.) Kota 1506 m, pod Gozdecem. Tuma piše Hlevišče. 
Malo Klobišče – Na zemljevidih (Tabacco) ni označeno. 
Planja – Plania (it.) Južno pobočje Šinavca tik nad Depaljo (Lipaljo) vasjo; verjetno nekdanja senožet ali pašnik.
Brajdov graben – Sabreida (it.) Na vzhodni strani omejuje zgoraj omenjeno Planjo nad Depaljo (Lipaljo) vasjo.
Flikerjev graben –  Na zemljevidu Tabacco graben in potok nista označena z imenom; na zahodni strani omejuje zgoraj omenjeno Planjo nad Depaljo (Lipaljo) vasjo.
Prednji Ščit – Monte Cit (it.) Kota  1416 m nad Depaljo vasjo v masivu Šinavca.
Zadnji Ščit – Monte Cit di dentro (it.) Kota 1555 m nad Depaljo (Lipaljo) vasjo v masivu Šinavca. 
Kopa – Sedlo med Prednjim in Zadnjim Ščitom; na zemljevidu Tabacco nima imena. 
Luknja – Sella di Barizze (it.), tudi Sella della Busate (it.), Quellsattel (nem.), Lochsattel (nem.)
Gorski prehod nad Voglovim grabnom; Viktor Vovk ime Barizze razlaga s slovensko besedo barice – 'majhne luže ali majhna močvirja'.
V Luknji – la Buca (it.), la Busate (it.), Im Loch (nem.), Loch Alm (nem.); Konta pod sedlom Luknja; verjetno je bila tu nekoč planina. Slovensko ime je potrdil domačin Kovač iz Depalje (Lipalje) vasi (njegovo ime ni navedeno), ki je vodil dr. Lojza Dolharja (1902–1969) po hribovju nad Kanalsko dolino. Dolhar, ki se je v Kanalsko dolino preselil iz Trsta in se tu poročil, je želel raziskati pomen popačenih krajevnih imen. Dolhar je bil eden pomembnejših Vovkovih informatorjev.
Monte Čerkijo ? – Monte Cerchio (it.), Zirkelspitzen (nem.); Slovensko ime 1802 m visoke gore neznano, Čerkijo je zgolj popačenka italijanskega imena gore. Il Cerchio = il circo = 'obroč, obkrožen prostor'. Podoben pomen ima nemško ime.
Beli potok – Rio Bianco (it.), Wießenbach Graben (nem.) Potok, ki teče skozi istoimensko dolino med Šinavcem in Kukom.
Poludnik – Poludnig (nem., it.) 1999 m visoka mejna gora. Ziljani ji rečejo narečno Pudnik oziroma Pudenk.
Planja – Plagna (it.) Kota 1719 m.
Monte Zille di Mezzodi (it.), Zielkofel (nem.) 1824 m visoka gora; v literaturi nisem našel slovenskega imena.
Veliki vrh – Monte Acuto (it.) Kota 1783 m; v Atlasu Slovenije (1992) in na zemljevidu Slovenske matice (1921) označen kot Špik.
Cima Gail (it.) Kota 1709 m v grebenu Velikega vrha; po Vovku sklepam, da gre za goro Špik?
Croda dei Cacciatori (it.) Kota 1652 m; v literaturi nisem našel slovenskega imena.
Krsnica – Sella Chersnizze (it.), Kersnitzen Sattel (nem.) Preval pod Planjo, 1542 m.
Pri Grádešci – Sella del Poludnig (it.), Eggeralpensattel (nem.), Schloßhüttensattel (nem.) 1451 m visok preval med Poludnikom in Planjo.
Kladje – Sella della Caldiera (it.), Kesselwald Sattel (nem.) 1477 m visok mejni prelaz.
Stare Kluže – la Chiusa (it.) Svet ob razpotju poti za Krsnico, Pri Grádešci, Veliki vrh; višina okoli 1300 m.
Brška planina – Egger Alm (nem.) Planina na višini 1422 m; v lasti pašne skupnosti Brdo (Egg).
Brško jezerce – Egger Alpen See (nem.) Jezero pod Poludnikom, 1407 m.
Brška gora – Egger Kanzel (nem.) 1595 m visoka vzpetina nad Brškim jezerom; na zemljevidu slovenske matice (1921) gora poimenovana Spodnji vrh.
Dolska planina – Dellacher Alm (nem.) Planina pod Poludnikom na višini 1365 m; imenuje se po vasi Dole (Dellach), od koder prihaja živina.
Planina Macesnik – Casera Mezesnik (it.) Planina nad Ukvami, 1416 m, Mesesnik po Luki Kravini.
Bistriška planina – Freistritzer Alm (nem.) Planina na južnem pobočju Ojstrnika, 1720 m; v lasti pašne skupnosti Bistrica na Zilji (Feistritz an der Gail).
Ukva (Na Ukvah) – Valle di Ugovizza (it.) Dolina Ukva nad istoimensko vasjo; po njej teče potok Ukva.
Ravna – Rauna (it.) Stranska dolina Ukve.
Vilca – Valle Filza (it.) Stranska dolina Ukve.
Pleče – Plécia (it.) Potok (pritok Ukve) in prehod na višini 1616 m.
Na Žebranju – Madonna della Neve (it.), Maria Schnee (nem.) Kraj, kjer stoji kapela Marije Snežne, 1750 m (žebrati = 'moliti').
Vršič – Monte Acomizza (it.), Schönwipfel (nem.) 1813 m visok vrh južno od Ojstrnika; v Atlasu Slovenije je gora označena kot Zahomec, L. Kravina pa goro imenuje Vršič.
Vrtinjlogarski »graben« – Val Bártolo (it.), Bartolograben (nem.); Soteska med Vršičem in Velikim Kopinjem.
Vrtinji log – Prati del Bárto (it.), Bartolowiesen (nem.) Dolina, kjer so senožeti žabniških kmetov.
Stobovce – Sella di Bártolo (it.) 1175 m visok prehod iz Žabnic (Kanalska dolina) na Bistrico in v Zahomec (Ziljska dolina); najnižji preval med obema dolinama v grebenu Karnijskih Alp.
Črni vrh – Monte Nero (it.) Poraščen vrh nad Trbižem, kota 1359 m.
Zahomska planina – Achomitzer Alm (nem.) Planina pod Vršičem na višini 1712 m; v lasti pašne skupnosti Zahomec (Achomitz).
Mulejev vrh – Cima Muli (it.), Mulikopf (nem.) Gora, 1743 m; lastniško (posestniško ime), na vzhodni strani gore tudi Mulejev potok.
Kališče – Calisca (it.) Senožet na južnih pobočjih Mulejevega vrha
Mirnik – Mirnig (it.) Gozdnat vrh, kota 1397 m.
Bélica – Torrente Fella (it.) in Rio Filza (it.) Goro Mirnik na severni in južni strani omejujeta dva potoka, oba z imenom Bélica; Luka Kravina, rojen v Žabnicah, pravi, da je pravilno ime obeh potokov Vilca. 
Lomek – Monte Lomeg (it.) Vzpetina med Žabnicami in Ukvami, kota 1209 m.
Obvas – Monte Obuas (it.) Kota 1116 m, med Žabnicami in Ukvami; ob vznožju tega hriba naredi cesta skozi dolino ovinek, torej hrib »obvozi«.
Suhi vrh – Vetta secca (it.) Kota 1270 m, nad Ukvami.
Kuk – Alpe Piccola (it.), Kleine Alpelspitze (nem.) 1304 m visoka gora nad Šenkatrijo.
Kuk – Monte Cucco (it.) 1598 m visoka gora, severno od kote 1304 m (prav tako Kuk). Na karti Slovenske Matice je kot Kuk imenovana le kota 1304 m (glej zgornji toponim), kota 1598 m pa ni poimenovana; v bližini je planina Malga Cucco.
Kok (Kuk) – Monte Cocco (it.) 1941 m visoka kopasta gora; Kok pravijo Kanalci, Kuk pa Ziljani.
Lepi Vršič (Lepi vrh) – Cima Bella (it.), Schönwipfel (nem.) Travnata gora, kota 1911 m.
Konjščica (tudi Krošove skale) – Monte Sagran (it.), Zagranberg (nem.) 1931 m visok mejni vrh; Ukljani jim po domačinu Krošu (domače ime), ki ima pod vrhom svojo planino, rečejo Krošove skale.
Starhand – Starhand (nem.) 1968 m visoka ošiljena gora, znano je le nemško ime.
Ojstrnik – Monte Osternig (it.), Oisternig (nem.) 2050 m visoka gora. 
Mrzli studenec – Forcella di Fontana Fredda (it.), Kalten Brunner (nem.) 1693 m visoko sedlo med Lepim Vršičem in Konjščico.
Dolinice – Dolinza Alm (nem.) Planina med Starhandom in Ojstrnikom.
Lom – Sella Lom (it.), Lom Sattel (nem.) Prehod (1499 m) iz Ukovske doline na ziljsko stran (na planino Dolinice). Luka Kravina piše sedlo Dolince, toponima Lom naj bi domačini ne poznali, vendar se ime Lom (Lom Sattel) na nemških kartah pojavlja že vsaj leta 1890.
Naborješka grapa – Vallone di Malborghetto (it.) Grapa severno od Naborjeta.
Koroški vrh – Brenaca Alta (it.), Hoch Brenah (nem.) Kota 1562 m med Ukovško dolino in Naborješko grapo; na zemljevidu Slovenske matice (1921) se gora imenuje Požganje, kar pa je po Vovku napačno.
Stabet (Koroški Špik?) – Stabet (nem., it.) 1627 m visok ošiljen vrh, poraščen z gozdom. Luka Kravina ga imenuje Stabet, isto ime napisano na zemljevidu Slovenske matice (1921) in  nemških zemljevidih (1890); v Atlasu Slovenije (1992) označen kot Koroški Špik.
Čurčeljni – Ciurciule (it.) Planina na koncu Naborješke grape, poimenovana po prvotnem gospodarju Čurčelju iz Ukev.
Veliki Kopinj (Atlas Slovenije), Kapin (po Luku Kravina) – Monte Capin di Ponent (it.), Kapinberg (nem.) 1736 m visoka vzpetina nad Trbižem s pašniki na temenu.
Gorjanski vrh – Monte Goriane (it.), Goriacher Berg (nem.) Najbolj vzhodna gora v Karnijskih Alpah, 1693 m, imenovana po vasi Gorjane (Göriach).